# Antrop Varabiev
Antrop Varabiev är en rumänsk kanotist.
Han tog bland annat VM-guld i K-2 10000 meter i samband med sprintvärldsmästerskapen i kanotsport 1974 i Mexico City.